# كلوريد الزرنيخ الخماسي
 كلوريد الزرنيخ الخماسي  (أو خماسي كلوريد الزرنيخ) مركب كيميائي له الصيغة AsCl5، وهو من المركبات غير الثابتة، ويكون للزرنيخ حالة أكسدة مقدارها +5 في هذا المركب.

## الخواص
يتفكك المركب عند درجات حرارة تتجاوز − 50°س، ومع ذلك تمكنت مجموعات بحث من تحديد البنية البلورية للمركب عام 2001،  وهو يشابه خماسي كلوريد الفوسفور في بنيته، حيث يكون للمركب بنية جزيئية هرمية ثلاثية مضاعفة، تكون فيها الروابط الاستوائية (As-Cleq = 210.6 pm - 211.9 pm) أقصر من الرابطتين المحوريتين As-Clax= 220.7 pm.

## التحضير
حضر مركب كلوريد الزرنيخ الخماسي لأول مرة عام 1976، وذلك بتعريض ثلاثي كلوريد الزرنيخ إلى الأشعة فوق البنفسجية في الكلور السائل عند -105 °س.

## الثباتية
تكون مركبات خماسي الكلوريدات ثابتة بالنسبة للعناصر التي فوق وتحت الزرنيخ في مجموعة النيتروجين، وهي خماسي كلوريد الفوسفور وكلوريد الأنتيموان الخماسي والتي تعد مركبات ثابتة. لا تتوافق عدم ثباتية كلوريد الزرنيخ الخماسي مع المركبات المشابهة. تعود عدم الثباتية هذه إلى الحجب غير الكامل للنواة بالنسبة للعناصر التي تلي سلسلة العناصر الانتقالية الأولى؛ وهي الغاليوم والجرمانيوم والزرنيخ والسيلينيوم والبروم، مما يؤدي إلى ثباتية الإلكترونات 4s في المدارات الذرية الخارجية، مما يجعلها غير متاحة للارتباط. تدعى هذه الظاهرة انكماش المستوى الفرعي d [الإنجليزية]